# William Saunders (scientifique)
Pour les articles homonymes, voir Saunders.
William Saunders est un agronome, entomologiste et pharmacien canadien, né le 16 juin 1836 à Crediton dans le Devonshire et mort le 13 septembre 1914 à London (Ontario). Il s'est spécialisé dans les applications de la botanique et de l'agriculture, en particulier dans le domaine des céréales. Considéré comme l'un des derniers autodidactes en sciences naturelles au Canada, il a publié plusieurs centaines d'articles scientifiques sur l'agronomie entre 1861 et 1913.

## Biographie
Né le 16 juin 1836 à Crediton, en Angleterre, William Saunders est le fils de James Saunders, cordonnier et prédicateur laïque méthodiste, et de Jane Wollacott. Il arriva au Canada avec ses parents en 1848 et commença son apprentissage chez un pharmacien de London, John Salter, se formant à des rudiments de chimie . Puis, toujours en 1855, il ouvrit sa propre pharmacie, qu'il transforma par la suite en entreprise pharmaceutique de vente d'extraits médicinaux de plantes. 
Son commerce devient bientôt prospère et le jeune Saunders découvre la botanique et l’entomologie, notamment en réalisant des collections des spécimens des environs de la ville. Il achète une ferme, ce qui lui permet de réaliser des expériences sur les plantes et les insectes. Son intérêt pour la chimie et la botanique le conduit à travailler dans une manufacture de production de matière tirée des plantes. Il devient alors professeur de matière médicale à l’université de l’ouest de l’Ontario de London. Il est le président fondateur de l’École de pharmacie de l’Ontario. 
Sa curiosité pour les maladies des plantes le poussa à étudier l'entomologie et à écrire des textes scientifiques. En 1869, William Saunders achète une ferme à l’est de London, plante des arbres fruitiers et entreprend des expériences d'hybridation, décrites dans les publications de l'Association des producteurs de fruits et de légumes de l'Ontario, autre société dont il était membre. 
Sa curiosité pour les maladies des plantes le poussa à étudier l'entomologie et à écrire des textes scientifiques. En 1862, avec Charles James Stewart Béthune, il est à l'origine de la formation de la Société d'entomologie du Canada et le Canadian Entomologist en 1868. Il dirige ce journal de 1873 à 1886. Membre fondateur de l'Association des pharmaciens du Canada en 1867, il en fut président, puis en 1871, participa à la création de l'Ordre des pharmaciens de l'Ontario (OPO). Six ans plus tard, il accéda à la présidence de l'American Pharmaceutical Association (Association américaine des pharmacie).  Il est membre également de l’'association américaine pour l'avancement des sciences.
La publication à Philadelphie, en 1883, d'un ouvrage novateur, Insects injurious to fruits (Insectes nuisibles aux fruits)  contribue énormément à sa renommée d'entomologiste et d'horticulteur. Membre fondateur de la Société royale du Canada en 1882, il en devint président en 1906–1907,.
Parmi les tests, il y avait celui appelé « chewing », par lequel William Saunders a identifié des souches au gluten fort en mâchant quelques grains de chaque échantillon. « J'ai transformé en gomme plus de blé que n'ont pu le faire tous les garçons d'une dizaine d'écoles rurales il y a une génération » »,. Il se déplace beaucoup en Amérique où il récolte de nombreux insectes dont des lépidoptères. Il élève de nombreuses chenilles et observe leur développement.
William Saunders était bien connu du conservateur John Carling, commissaire ontarien de l'Agriculture et des Travaux publics de 1867 à 1871, puis ministre fédéral de l'Agriculture de 1885 à 1892. En 1886, John Carling mit sur pied le réseau des fermes expérimentales du dominion, confié à William Saunders, à partir d’une étude de ce dernier. William Saunders s'installe à Ottawa en 1887 et créé une ferme centrale à Ottawa et des fermes régionales à Nappan en Nouvelle-Écosse, à Brandon au Manitoba, à Indian Head (Saskatchewan) et à Agassiz en Colombie-Britannique. Elles se consacrent à des expériences de pollinisation croisée et d’hybridation destinées à offrir aux agriculteurs des Prairies des types améliorés de céréales.
Par la suite, au cours du mandat du ministre libéral de l’Agriculture, Sydney Arthur Fisher, sept autres stations expérimentales émergent, du nord de l'Alberta à l'Île-du-Prince-Édouard, pour la recherche dans plusieurs domaines : culture céréalière, production laitière, élevage, horticulture, foresterie, applications agricoles de la chimie et de la botanique.
En 1901, il fait planter des arbres sur une île balayée par les vents, l'île de Sable, en Nouvelle-Écosse, ce qui lui attire des critiques et des ennuis. En 1903,  son fils, Charles Edward Saunders, l'aide à mettre au point le blé 'Marquis' à maturation précoce, qui fut durant des décennies la variété de blé la plus cultivée dans les Prairies de l'Ouest du Canada. Il partit en retraite en 1911 pour des raisons de santé. Il est mort le 13 septembre 1914 à London (Ontario).  Il reçoit deux Doctorat of Laws honorifiques, le premier au Queen’s University en 1896 et le second à l’université de Toronto en 1904.
Il est marié avec Sara Agne Robinson et a au moins cinq fils dont l'ornithologue et naturaliste William Edwin Saunders (1861-1943), le fonctionnaire et phytogénéticien Charles Edward Saunders (1867-1937), à l'origine de l'énorme production de blé canadien en sélectionnant le blé Marquis, et A.P. Saunders qui travaille aussi à l'amélioration des blés canadiens.